# (299756) Kerryaileen
(299756) Kerryaileen est un astéroïde de la ceinture principale.

## Description
(299756) Kerryaileen est un astéroïde de la ceinture principale. Il fut découvert le 14 septembre 2006 à Mauna Kea par Joseph Masiero. Il présente une orbite caractérisée par un demi-grand axe de 3,08 UA, une excentricité de 0,10 et une inclinaison de 0,9° par rapport à l'écliptique.

## Compléments